# Anacampsis blattariella
Anacampsis blattariella — вид лускокрилих комах з родини виїмчастокрилі молі (Gelechiidae).

## Поширення
Міль зустрічається в більшій частині Європи (відсутній в Ірландії, Шотландії, на Піренейському півострові та Балканах) та у Західному Сибірі.

## Опис
Розмах крил 16-19 мм. Передні крила мають біло-чорний або біло-темно-коричневий малюнок. У центрі однієї третини довжини крила зазвичай є нечітка біла пляма. Біла вузька поперечна смуга проходить у постдискальній області, облямована зовні темною ділянкою. Задні крила рівномірно світло-коричнево-бежевого кольору. У положенні спокою можна побачити майже прямокутну чорну або темно-коричневу область на складених крилах.
Гусениці спочатку зеленувато-жовті. Більш зрілі гусениці, навпаки, мають жовтий колір. Голова і шийний щиток гусениць забарвлені в чорний колір. Гусениці мають чорні бородавки, з яких виходять довші світлі волоски. Лялечка завдовжки 7 мм і світло-червонувато-коричневого кольору.

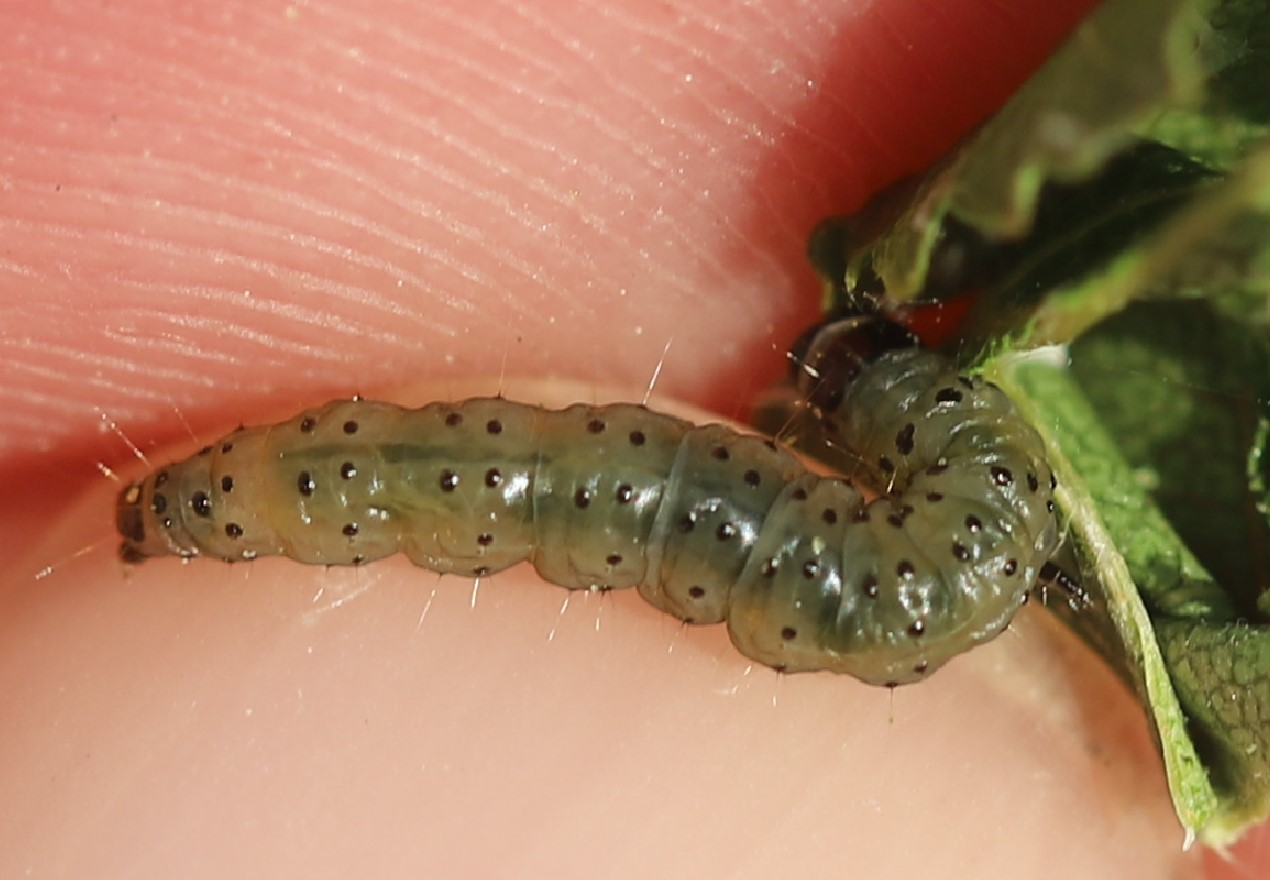
Юна гусениця
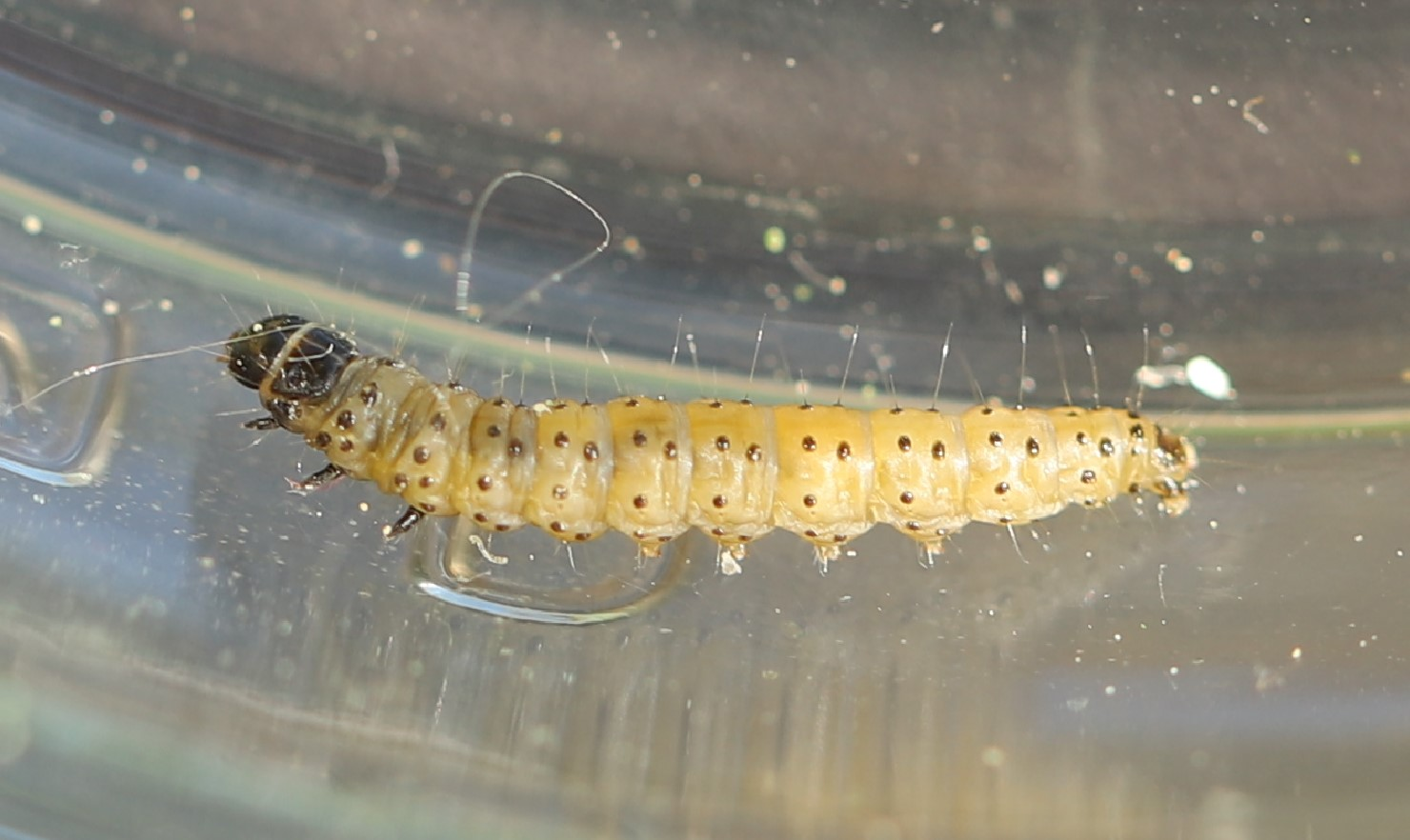
Зріла гусениця
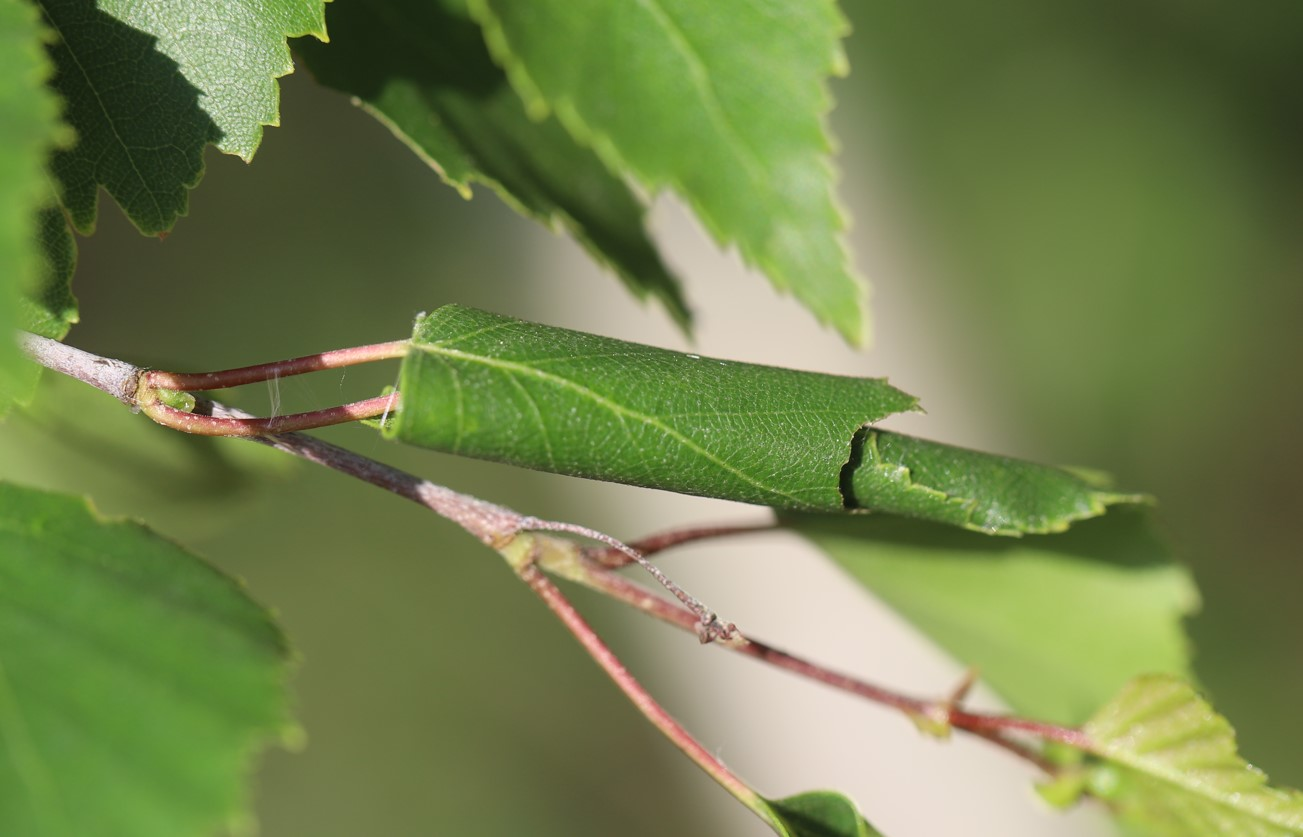
Скручений листок, де живе гусениця
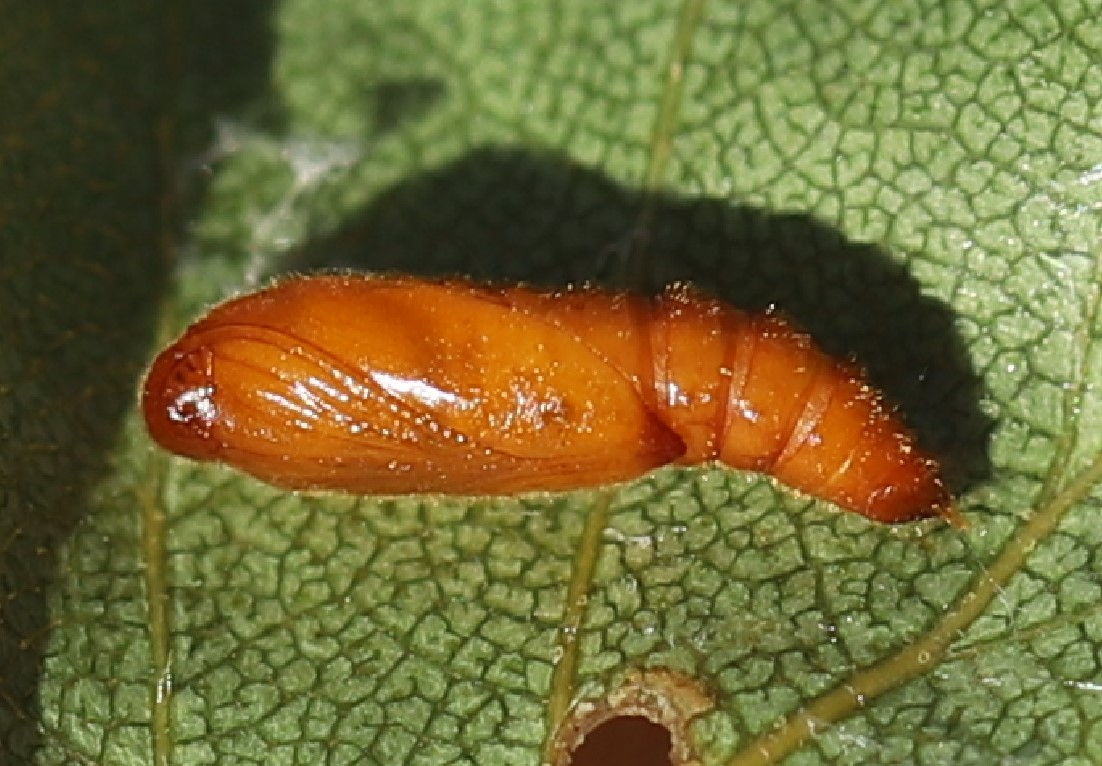
Лялечка
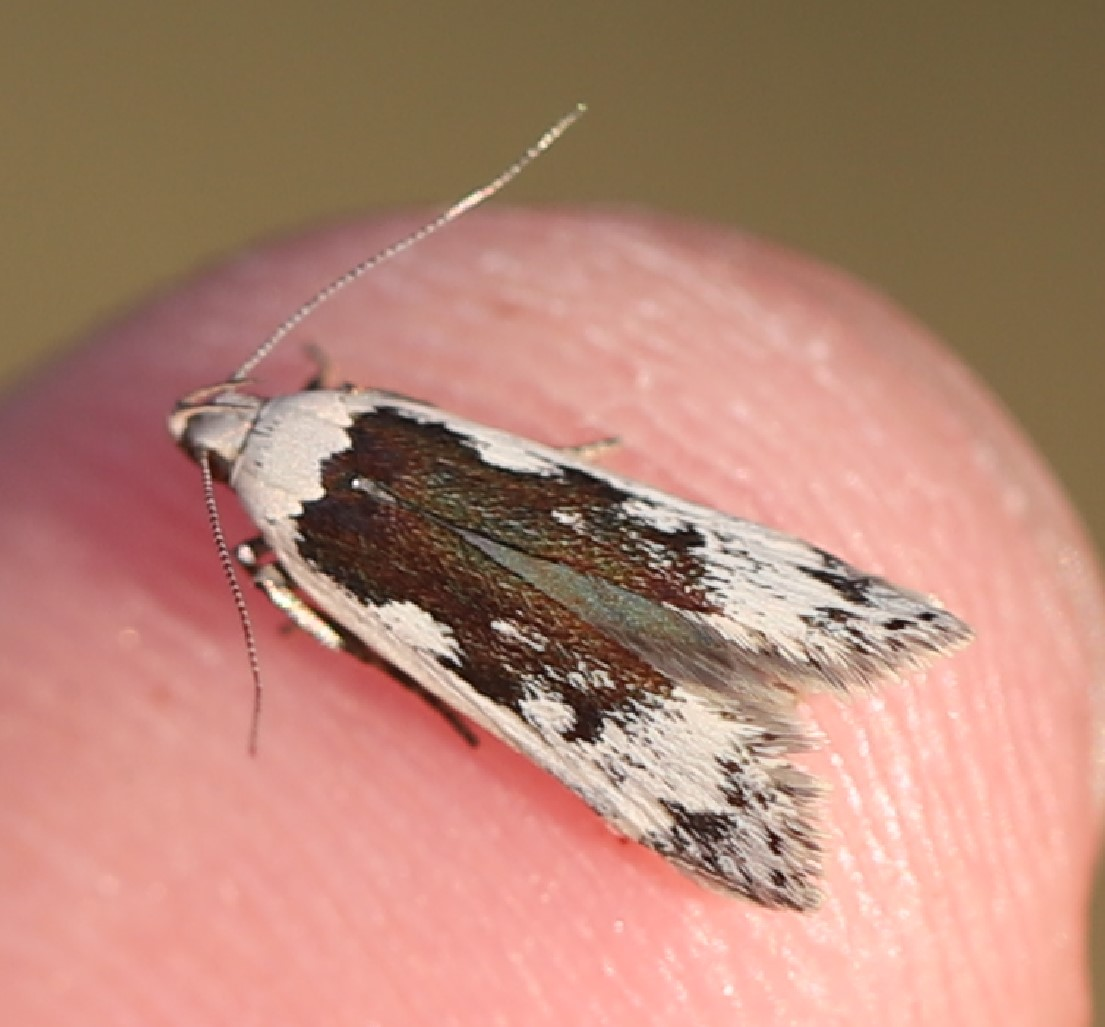
Міль, яка щойно вилупилася
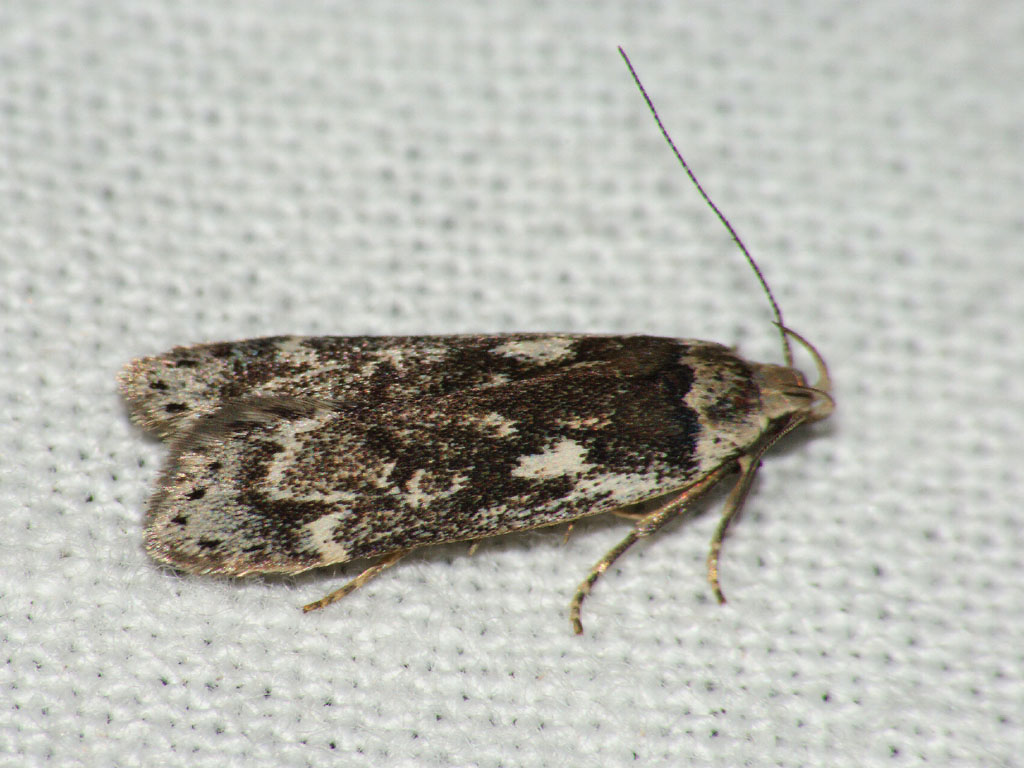
Імаго

## Спосіб життя
Метелики літають з липня по вересня. Зимують яйця. У травні з'являються гусениці. Вони живляться листям берези, вільхи та осики.  Гусениці живуть згорнутому листі кормової рослини.